# انوشکا شارما
انوشکا شرما (به انگلیسی: Anushka Sharma)(زاده ۱ می ۱۹۸۸) یک بازیگر فیلم، تهیه‌کننده و مدل هندی است. او حرفه‌ای را در بالیوود ایجاد کرده است، و یکی از محبوبترین بازیگران زن و دارای بالاترین پرداخت در هند است. او دریافت‌کننده تمجیدهای متعدد از جمله یک جایزه فیلم‌فیر (برای بازی در فیلم تا وقتی که زنده‌ام) از شش دوره نامزدی است.
او در شهر ایودیا متولد و در بنگلور بزرگ شد. شرما اولین کار مدلینگ خود را برای طراح مد، وندل رودریکس در سال ۲۰۰۷ انجام داد و بعدها به دنبال شغلی تمام وقت به عنوان مدل به بمبئی نقل مکان کرد.
از فیلم‌های معروف او می‌توان به بازی در فیلم پی کی و خداوند زوج‌ها را می‌سازد و ای دل مشکل اشاره کرد.
وی در دسامبر ۲۰۱۷ با بازیکن معروف کریکت و عضو تیم ملی هند؛ ویرات کوهلی ازدواج کرد و دخترش در ۱۱ ژانویه ۲۰۲۱، به نام وامیکا کوهلی زاده شد.

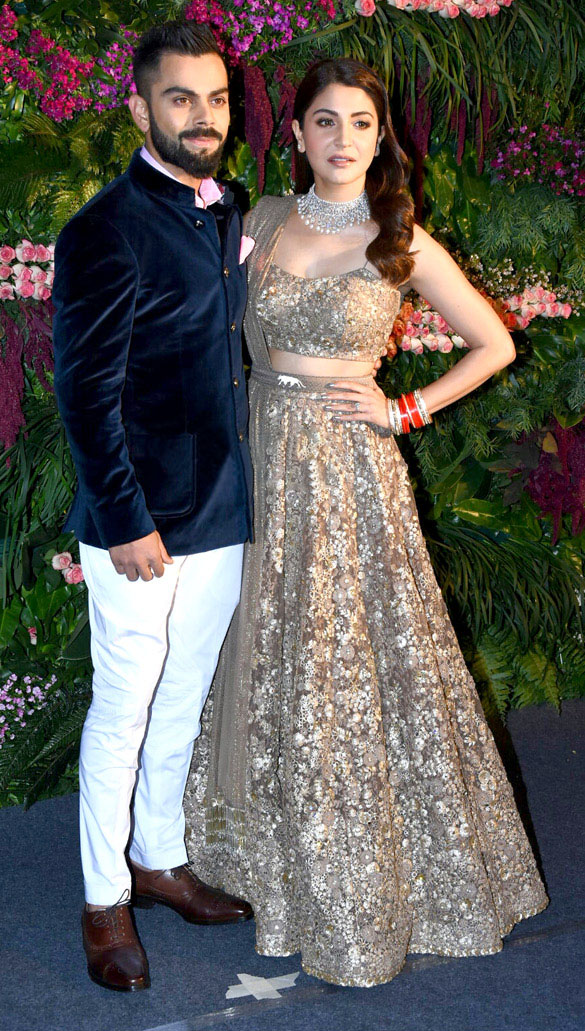
آنوشکا شارما و همسرش ویرات کوهلی

## نگارخانه

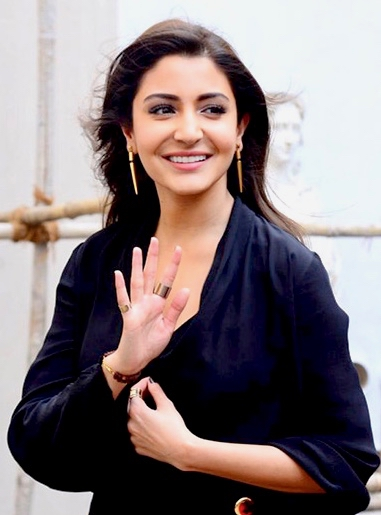
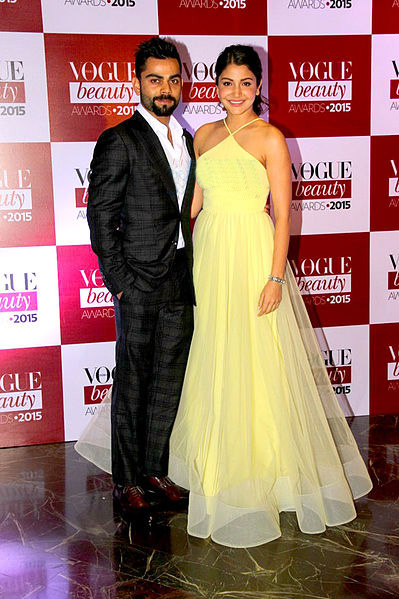
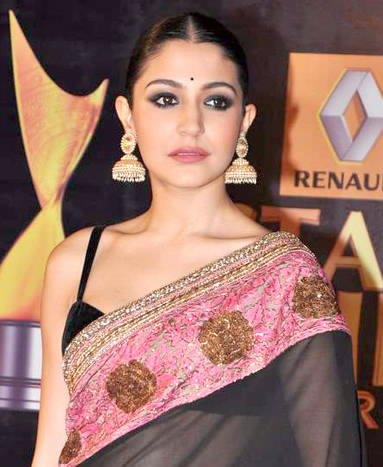
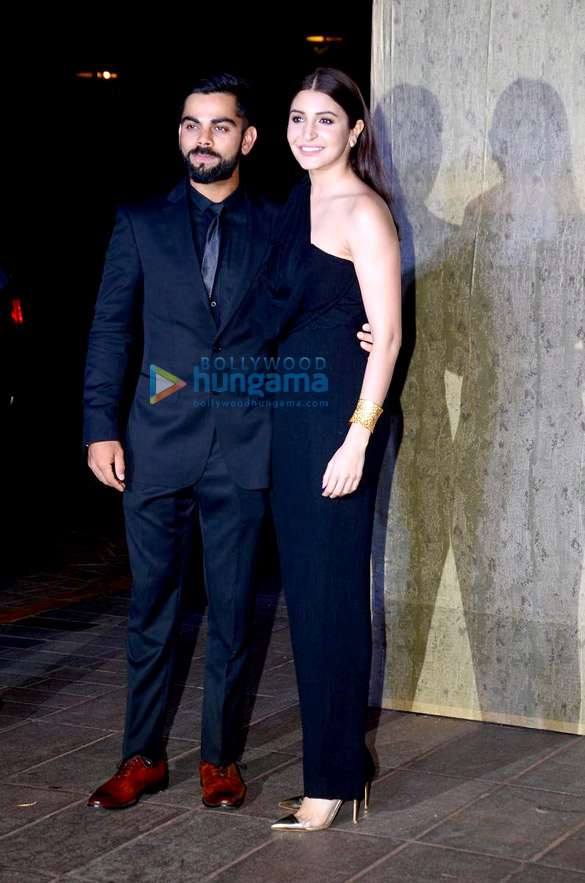
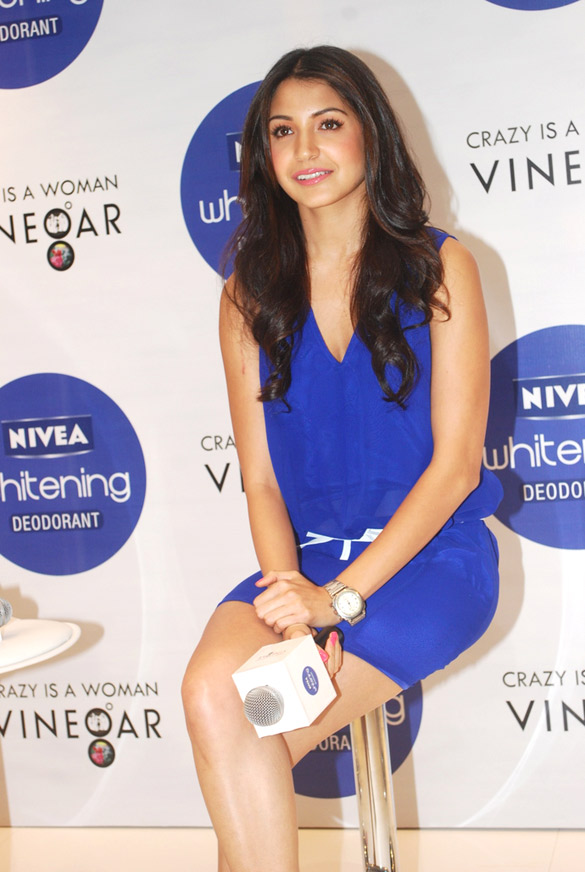
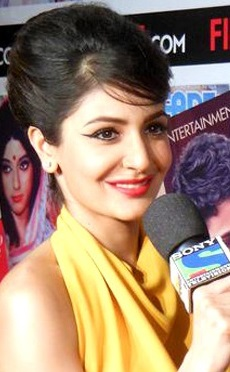
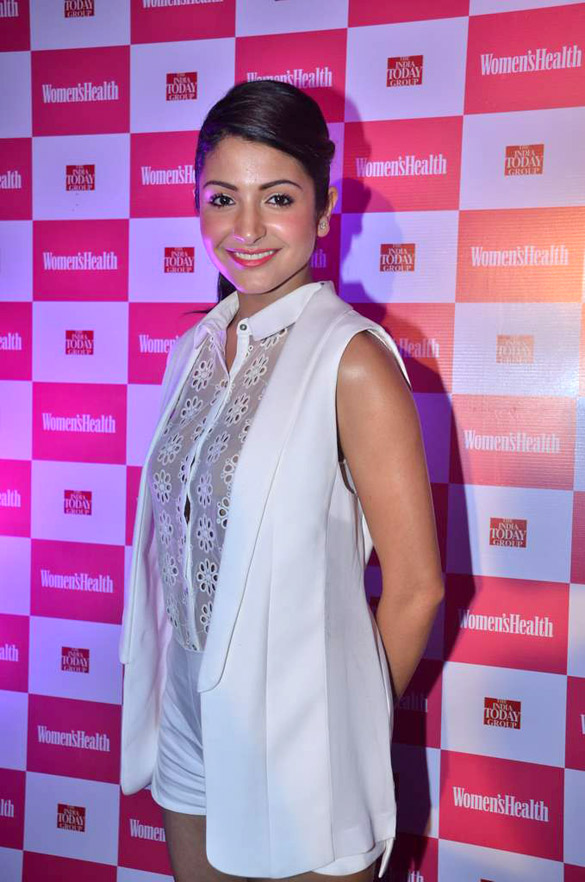
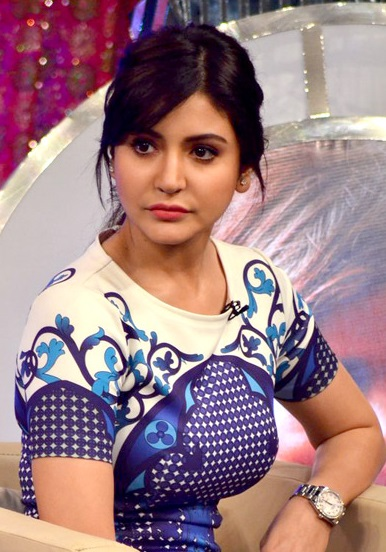
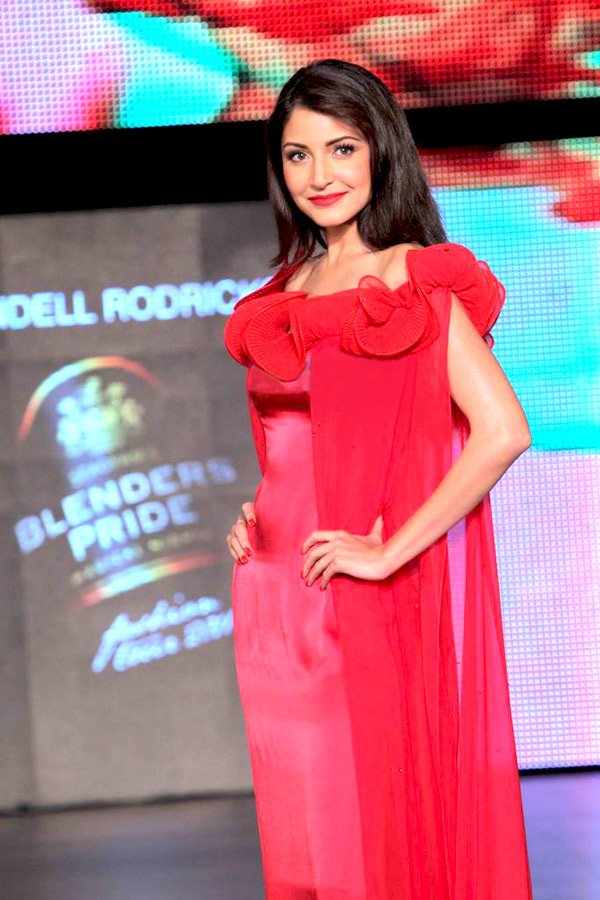
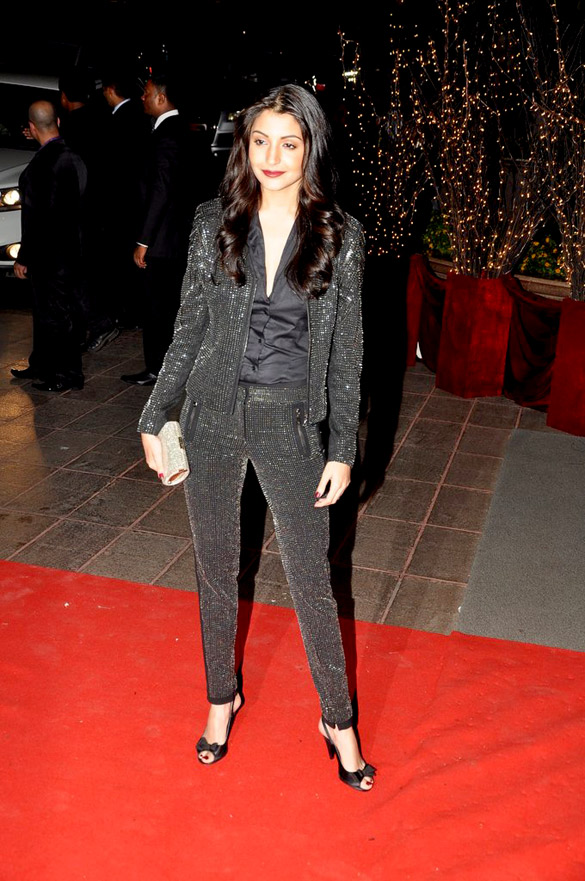
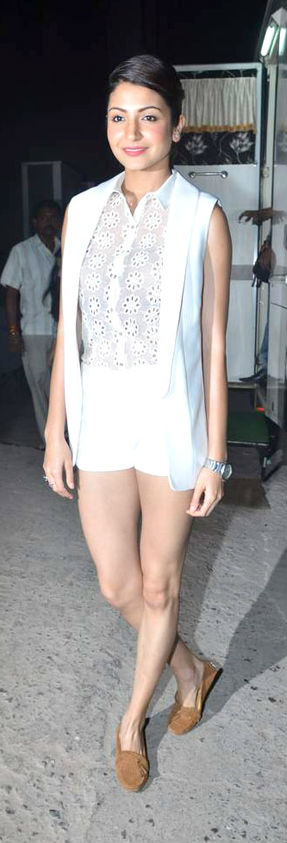
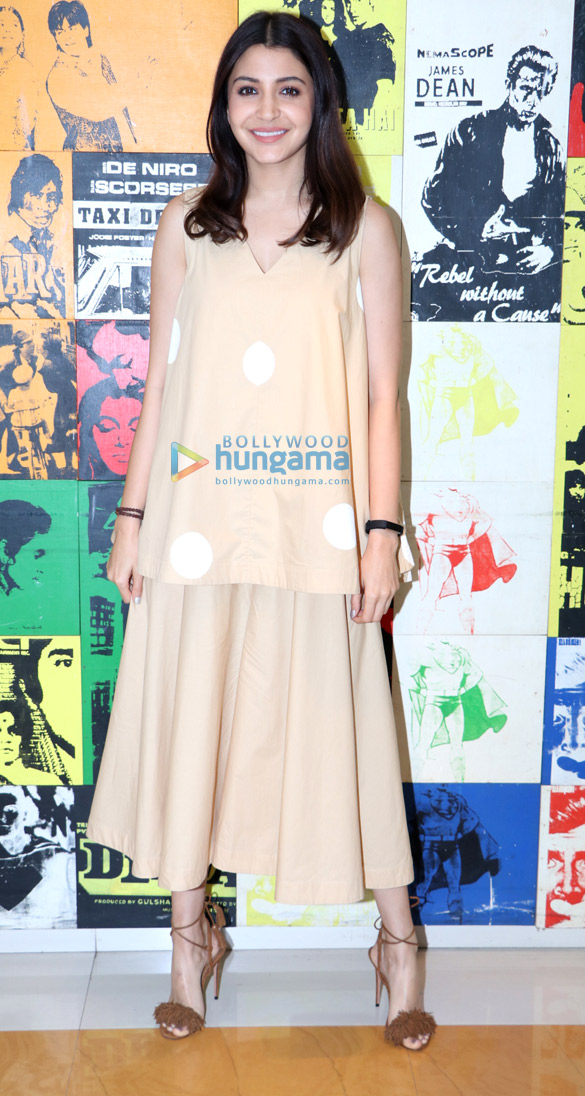
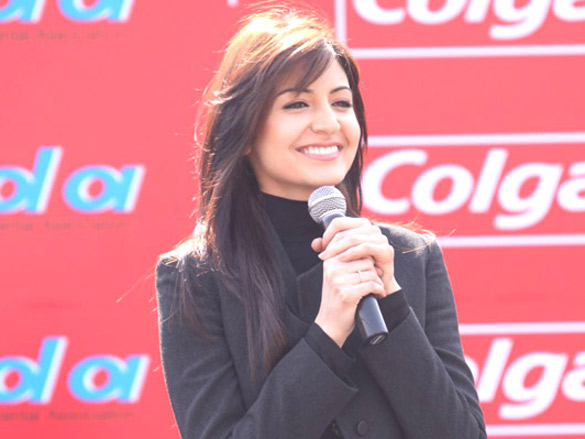
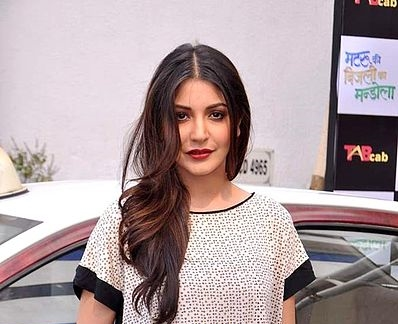
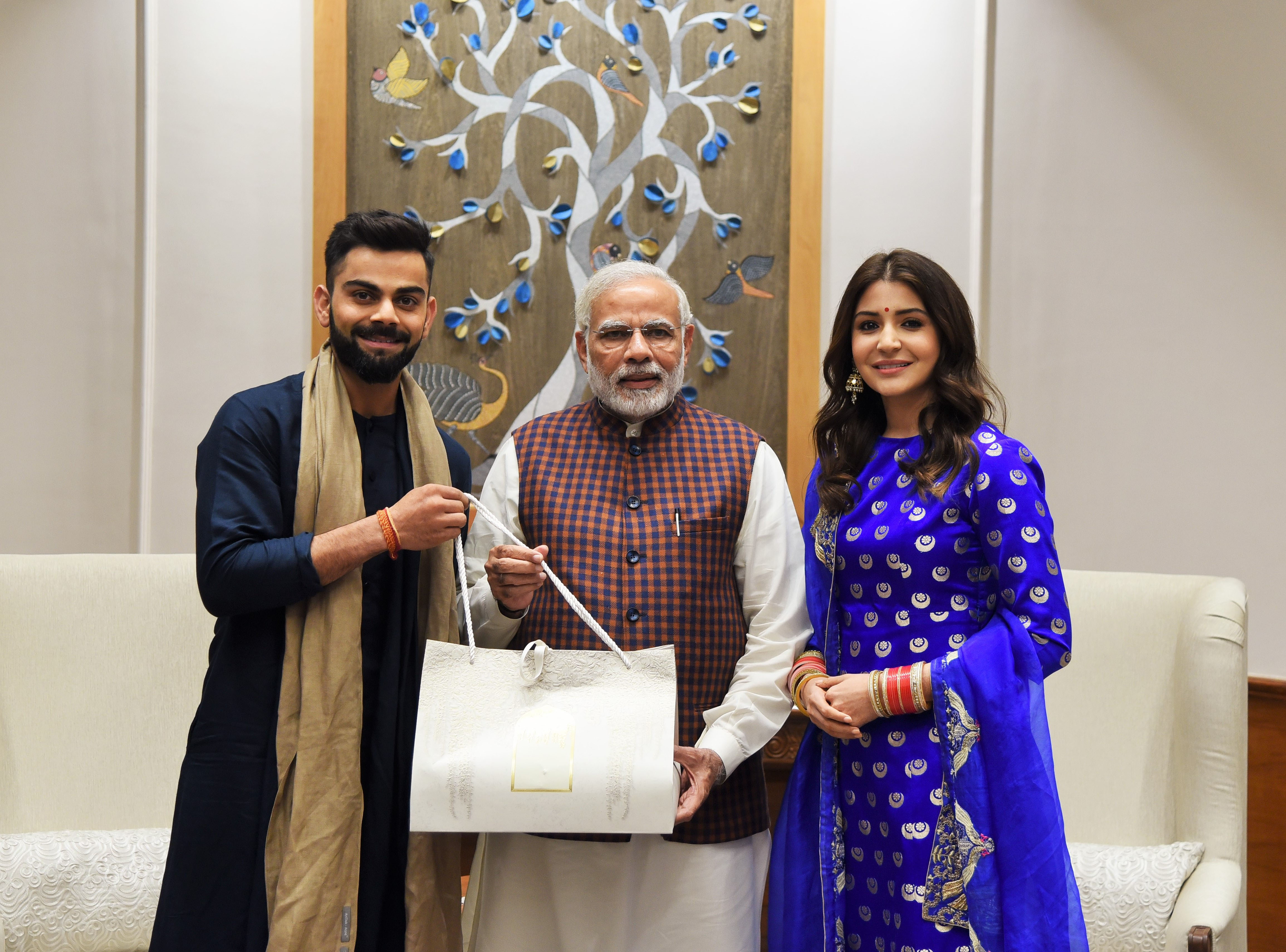

## فیلم‌شناسی

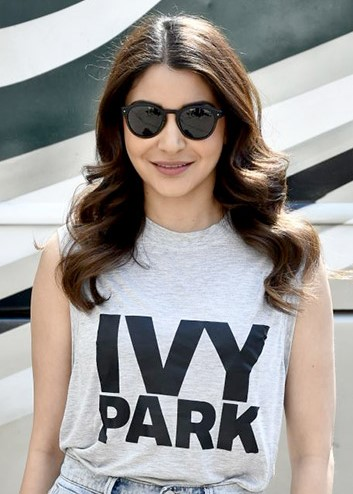
آنوشکا شارما در سال ۲۰۱۸

| سال  | نام فیلم                  | نقش       | کارگردان | توضیحات |
| ---- | ------------------------- | --------- | -------- | ------- |
| ۲۰۰۸ | خداوند زوج‌ها را می‌سازد    | تانی      |          |         |
| ۲۰۱۰ | کمپانی بدها               | بلبل      |          |         |
| ۲۰۱۰ | گروه برنامه‌ریز عروسی      | شروتی     |          |         |
| ۲۰۱۱ | خانم‌ها علیه ریکی باهل     | ایشیکا    |          |         |
| ۲۰۱۱ | خانه پاتیالا              | سیمران    |          |         |
| ۲۰۱۲ | تا وقتی که زنده‌ام         | آکیرا رای |          |         |
| ۲۰۱۳ | بوفالوی هیجان‌زده ماترو    | بیجلی     |          |         |
| ۲۰۱۴ | پی‌کی                      | جاگو      |          |         |
| ۲۰۱۵ | بمبئی مخملی               | رزی       |          |         |
| ۲۰۱۵ | بگذار قلب بتپد            | فرح       |          |         |
| ۲۰۱۵ | ان.اچ. ۱۰                 | میرا      |          |         |
| ۲۰۱۶ | قلب سخت                   | آلیزه     |          |         |
| ۲۰۱۶ | سلطان                     | عارفه     |          |         |
| ۲۰۱۷ | وقتی هری سجال رو پیدا کرد | سجال      |          |         |
| ۲۰۱۷ | فیلاوری                   | شاشی      |          |         |
| ۲۰۱۸ | پری                       | رکسانا    |          |         |
| ۲۰۱۸ | سانجو                     | وینی دیاز |          |         |
| ۲۰۱۸ | سوزن و نخ                 | مامتا     |          |         |
| ۲۰۱۸ | زیرو                      | عافیه     |          |         |